# Silverdalen
Silverdalen ist ein Ort (tätort) in der schwedischen Provinz Kalmar län und der historischen Provinz Småland. Der Ort liegt in der Gemeinde Hultsfred.
Der Nachbarschaft zu Lönneberga verdankt Silverdalen durch die Bücher von Astrid Lindgren seine touristische Attraktivität. Silverdalen besitzt hauptsächlich Industrie im Bereich der Forstwirtschaft, wobei sich der Rückzug der Großindustrie in diesem Sektor bemerkbar macht. Für Touristen und Ferienbesucher ist Silverdalen ein beliebtes Ausflugsziel.